# Seznam bolgarskih smučarskih tekačev
Seznam bolgarskih tekačev na smučeh.

## B
- Ivan Burgov

## C
- Veselin Cinzov

## G
- Andrej Gridin
- Antonija Grigorova-Burgova

## L
- Ivan Lebanov

## M
- Teodora Malčeva